# K.I.P!
『K.I.P!』（キップ）は、関西テレビ（関西ローカル）で1999年3月29日から2000年3月27日まで放送されていた情報型エンタメバラエティ番組である。改題リニューアル後の番組『S-K.I.P!』についても紹介する。

## 概要・内容
- 1999年3月29日からスタートした番組『K.I.P!』、メインキャスターでは元スキーノルディック複合選手・スポーツコメンテーター・タレントの荻原次晴と女優・タレントの久本朋子である。同年10月4日からは『S-K.I.P!』と題してリニューアルされ、『K.I.P!』からメインキャスターを務めた荻原と久本に替わり、お笑い芸人・漫才師のますだおかだとして起用された。
- 関西地方のトレンド情報（生活、グルメ、映画、音楽など）満載のリポート、紹介していく番組である。
- 『エンドレスナイト』の平成版として復刻番組にもあたる。

## 出演

### MC
- 荻原次晴（『K.I.P!』時代）
- 久本朋子（同上）
- ますだおかだ（『S-K.I.P!』時代）
  - 増田英彦
  - 岡田圭右
- 岡田薫

## スタッフ
- プロデューサー：貝津幸典
- ディレクター：重信好輝、増田幸一郎
- 制作：メディアプルポ
- 制作著作：関西テレビ